# Madison Orobono
Pour les articles homonymes, voir Orobono.
Madison Orobono est une joueuse américaine de hockey sur gazon. Elle évolue au poste de défenseure au WC Eagles et avec l'équipe nationale américaine.

## Biographie
- Naissance le 19 avril 2001 à Macungie.
- Élève à l'Université de Caroline du Nord.

## Carrière
Elle a été appelée en équipe première en juin 2021.